# Get It on Now Feat. Keiko
Singles de Globe
Seize the Light
(2002) Here I Am (...)
(2005)
Singles par Globe vs Push
Tranceformation
(2002)
Get It on Now, sous-titré Feat. Keiko (officiellement titré : get it on now feat. KEIKO), est le 29e single du groupe Globe (et non un single en solo de sa chanteuse Keiko).

## Présentation
Le single, écrit, composé et coproduit par Tetsuya Komuro, sort le 26 mars 2003 au Japon sur le label Avex Globe de la compagnie Avex, quatre mois après le précédent single du groupe, Seize the Light (entre-temps est sorti en Europe son single Tranceformation en collaboration avec Push) ; il sort le même jour que l'album Level 4 dont il est tiré. 
Il atteint la 35e place du classement des ventes de l'Oricon, et reste classé pendant trois semaines. Il ne se vend qu'à quelque 7 000 exemplaires, et restera le single le moins vendu et le moins bien classé du groupe.
C'est le deuxième (et dernier) single du groupe avec le batteur et claviériste Yoshiki, ancien leader du groupe de rock X-Japan, dans le cadre du projet temporaire "Globe Extreme" en tant que quatuor. Il contient deux chansons, Get It on Now (sous-titré Feat. Keiko en référence à la chanteuse du groupe, Keiko) et Out of © Control (ou Out of (C) Control, car intégrant dans son titre le caractère typographique du copyright), ainsi que leurs versions instrumentales. Les deux chansons figurent donc sur le huitième album original du groupe, Level 4, qui sort simultanément (ce qui peut expliquer les faibles ventes du single) ; la chanson-titre figurera aussi par la suite sur sa compilation Globe Decade de 2005, et sera remixée sur Global Trance Best de 2003.
L'album Level 4 contient entre autres deux chansons mettant spécifiquement en avant chacun de ses deux chanteurs, Keiko et Marc : Get It on Now Feat. Keiko donc, et Inside Feat. Marc ; la première ayant été choisie pour sortir en single, cela explique l'ambigüité du titre du disque que l'on pourrait prendre à tort pour un disque de la chanteuse en solo (comme l'était On the Way to You attribué à "Globe featuring Keiko" en 2001), alors que les autres membres y interviennent aussi normalement.
Le groupe se mettra en pause après la sortie du single, et n'en sortira pas d'autre avant deux ans (et sans Yoshiki) ; Keiko sortira cependant deux autres singles en 2003 sans Globe : Be True (attribué à "Cyber X feat. Keiko"), et KCO (cette fois en solo).

## Liste des titres
Les chansons sont écrites, composées, arrangées et mixées par Tetsuya Komuro (paroles de rap par Marc ; mixées avec Dave ford).
| 1. | Get It on Now Feat. Keiko (get it on now feat. KEIKO)                    | 5:29  |
| 2. | Out of © Control (out of © control)                                      | 8:07  |
| 3. | Get It on Now Feat. Keiko (Instrumental) (get it on now feat. KEIKO ...) | 5:31  |
| 4. | Out of © Control (Instrumental) (out of © control ...)                   | 10:43 |